# Jana Pešková
Jana Pešková (* 4. prosince 1950) je bývalá česká politička, v 90. letech 20. století poslankyně Poslanecké sněmovny za formaci Sdružení pro republiku - Republikánská strana Československa.

## Biografie
V roce 1996 se uvádí jako předsedkyně ženské sekce SPR-RSČ.
Ve volbách v roce 1996 byla zvolena do poslanecké sněmovny za SPR-RSČ (volební obvod Jihomoravský kraj). Zasedala v sněmovním výboru pro sociální politiku a zdravotnictví. V parlamentu setrvala do voleb v roce 1998. I po neúspěchu strany ve volbách v roce 1998 zůstala loajální vůči vedení a předsedovi Miroslavu Sládkovi.
V komunálních volbách roku 1994 byla zvolena do zastupitelstva města Zlín za SPR-RSČ. Neúspěšně sem kandidovala i v komunálních volbách roku 1998. Profesně se uvádí jako žena v domácnosti.